# Mayfair (comté de Fresno, Californie)
Pour les articles homonymes, voir Mayfair (homonymie).
Mayfair est une census-designated place du comté de Fresno, dans l'État de Californie, aux États-Unis,. En 2020, elle compte une population de 4 831 habitants.